# Linha de sucessão ao trono japonês
A atual linha de sucessão ao Trono do Crisântemo é baseada na Lei da Casa Imperial. Atualmente, apenas os homens têm permissão para suceder ao trono.

## Linha de sucessão
A atual linha de sucessão, após o atual imperador, entronizado em 2019:
- Imperador Shōwa (1901–1989)
  -  Imperador Akihito (1933–)
    -  Imperador Naruhito (1960–)
    - (1) Fumihito, Príncipe Akishino (1965–)
      - (2) Príncipe Hisahito de Akishino (2006–)

  - (3) Masahito, Príncipe Hitachi (1935–)

## História

### Lei da Casa Imperial de 1889
A Lei da Casa Imperial de 1889 foi a primeira lei japonesa a regular a sucessão imperial. Até outubro de 1947, quando foi revogada e substituída pela Lei de Sucessão Imperial de 1947, que implemento a o princípio da primogenitura agnática.
Em todas as instâncias, a sucessão dá preferência do homem mais velho para o mais novo. Na maioria dos casos, os filhos legítimos e herdeiros masculinos do imperador, tem preferência sobre aqueles que nasceram de relações com concubinas. Filhos ilegítimos só estão aptos para suceder se não houver herdeiros em linha direta; no entanto, os filhos ilegítimos do imperador tinham precedência sobre qualquer irmão legítimo do Imperador. Aqueles na linha de sucessão que sofrem de "doenças incuráveis da mente ou corpo", ou que "possuam quaisquer outras causas importantes" , podem ser ignorados com o consenso do Conselho da Família Imperial, liderado pelo imperador, e depois de consultar o Conselho Privado.
Em 11 de fevereiro de 1907, uma emenda foi feita à Lei da Casa Imperial para reduzir o número de príncipes imperiais, os ramos secundários da família imperial, que descendiam cinco ou seis gerações de um imperador. A emenda previa que os príncipes deixassem a família imperial, por decreto ou sanção do imperador. Eles receberiam então, um nome de família e assumiriam o status de nobres, com os títulos de marquês ou conde.
Sob os termos da emenda, aqueles príncipes que deixaram a família imperial, e seus descendentes, foram excluídos da linha de sucessão e tornados inelegíveis para retornar em datas futuras.

### Liha de sucessão histórica de acordo com a Lei de 1889
Em 14 de outubro de 1947, quando a Lei de Sucessão Imperial aboliu o shinnoke (Casas Principescas do Sangue) e oke (Casas Principescas) ramos colaterais, a linha de sucessão imediada ao trono japonês era a seguinte:
- Imperador Taishō (Yoshihito; 1879–1926)
  -  O Imperador (Hirohito; n. 1901)
    - (1) O Príncipe Tsugu (Akihito; n 1933)
    - (2) O Príncipe Yoshi (Masahito; n. 1935)

  - (3) O Príncipe Chichibu (Yasuhito; n. 1902)
  - (4) O Príncipe Takamatsu (Nobuhito; n. 1905)
  - (5) O Príncipe Mikasa (Takahito; n 1915)
    - (6) Príncipe Tomohito de Mikasa (n. 1946)

Antes desta data, a sucessão imperial que era definida pela Lei da Casa Imperial de 1889. Como o Imperador Taishō não tinha irmãos, se a linha principal da família imperial houvesse se extinguido, a linha imperial teria continuado através do ramo shinnoke Fushimi, que constituía a linha masculina direta mais próxima de descendentes imperiais. Os príncipes desse ramo eram descendentes do príncipe Fushimi Kuniie (1802–1872), um descendente da 12ª geração do Imperador Sukō, que por sua vez descendia do 93º mperador, Go-Fushimi. O príncipe Fushimi Kuniie tinha 17 filhos, dos quais 3 eram da esposa do príncipe, Princesa Takatsukasa Hiroko  (incluindo os seus futuros herdeiros, Príncipe Sadanori e Príncipe Fushimi Sadanaru) e os demais eram frutos de relacionamentos com concubinas.
Antes da emenda de 1907 à Lei da Casa Imperial que reduziu ainda mais o número de príncipes imperiais elegíveis ao trono, pela lei de 1889 a linha imperial de sucessão continuou da seguinte forma:
- Príncipe Fushimi Kuniie (1802–1872) (Fushimi-no-miya)
  - Príncipe Fushimi Sadanaru (1858–1923)
    - Príncipe Fushimi Hiroyasu (1847–1946)
      - Príncipe Fushimi Hiroyoshi (1897–1938)
        - (7) Príncipe Fushimi Hiroaki (n. 1932)

  - Príncipe Yamashina Akira (1816–1891) (Yamashina-no-miya)
    - Príncipe Yamashina Kikumaro (1873–1908)
      - (8) Príncipe Yamashina Takehiko (n. 1900)

  - Príncipe Kuni Asahiko (1824–1891) (Kuni-no-miya)
    - Príncipe Kaya Kuninori (1867–1909) (Kaya-no-miya)
      - (9) Príncipe Kaya Tsunenori (n. 1900)
        - (10) Príncipe Kaya Kuninaga (n. 1922)
        - (11) Príncipe Kaya Harunori (n. 1926)
        - (12) Príncipe Kaya Akinori (n. 1929)
        - (13) Príncipe Kaya Fuminori (n. 1931)
        - (14) Príncipe Kaya Munenori (n. 1935)
        - (15) Príncipe Kaya Takenori (n. 1942)

    - Príncipe Kuni Kuniyoshi (1873–1929)
      - (16) Príncipe Kuni Asaakira (n. 1901)
        - (17) Príncipe Kuni Kuniaki (n. 1929)
        - (18) Príncipe Kuni Asatake (n. 1940)
        - (19) Príncipe Kuni Asahiro (n. 1944)

    - (20) Príncipe Nashimoto Morimasa (n. 1874) (Nashimoto-no-miya)
    - (21) Príncipe Asaka Yasuhiko (n. 1887) (Asaka-no-miya)
      - (22) Príncipe Asaka Takehiko (n. 1912)
        - (23) Príncipe Asaka Tomohiko (n. 1943)

    - (24) Príncipe Higashikuni Naruhiko (n. 1887) (Higashikuni-no-miya)
      - (25) Príncipe Higashikuni Morihiro (n. 1916)
        - (26) Príncipe Higashikuni Nobuhiko (n. 1945)

  - Príncipe Kitashirakawa Yoshihisa (1847–1895) (Kitashirakwa-no-miya)
    - Príncipe Kitashirakawa Naruhisa (1887–1923)
      - Príncipe Kitashirakawa Nagahisa (1910–1940)
        - (27) Príncipe Kitashirawaka Michihisa (n. 1937)

      - Príncipe Takeda Tsunehisa (1882–1919) (Takeda-no-miya)
        - (28) Príncipe Takeda Tsuneyoshi (n. 1909)
          - (29) Príncipe Takeda Tsunetada (n. 1940)
          - (30) Príncipe Takeda Tsuneharu (n. 1944)

  - Príncipe Kan'in Kotohito (1865–1945)
    - (31) Príncipe Kan'in Haruhito (n. 1902)

O ramo Nashimoto se extinguiu em 1951, seguido pelos ramos de Yamashina e Kan'in, em 1987 e 1988. A linhagem principal do Fushimi-no-miya and Kuni, Kaya, Asaka, Higashikuni, Takeda e Kitashirakawa continuam a existir até 2015. Os atuais chefes das linhagens de Fushimi e Kitashirakawa precisam de herdeiros masculinos para continuar as suas linhagens. 

### Ramos de Cadetes Existentes
Inclui as possíveis posições dos indivíduos na linha de sucessão caso os ramos cadetes fossem reintegrados.Todos os príncipes nascidos antes de 14 de outubro de 1947 perderam seus títulos a partir dessa data.
- Príncipe Fushimi Kuniie (1802–1872) (Fushimi-no-miya)
  - Príncipe Fushimi Sadanaru (1858–1923)
    - Príncipe Fushimi Hiroyasu (1875–1946)
      - Príncipe Fushimi Hiroyoshi (1897–1938)
        - (4) Príncipe Fushimi Hiroaki (n. 1932)

  - Príncipe Kuni Asahiko (1824–1891) (Kuni-no-miya)
    - Príncipe Kaya Kuninori (1867–1909) (Kaya-no-miya)
      - Príncipe Kaya Tsunenori (1900–1959)
        - Príncipe Kaya Akinori (1929–1994)
          - (5) Kaya Masanori (n. 1959)
            - (6) Kaya Hidenori (n. 1996)
            - (7) Segundo filho desconhecido de Kaya Masanori (n. 1998)

    - Príncipe Kuni Kuniyoshi (1873–1929)
      - Príncipe Kuni Asaakira (1901–1959)
        - (8) Príncipe Kuni Kuniaki (n. 1929)
          - (9) Kuni Asataka (n. 1959)
          - (10) Kuni Kuniharu (n. 1961)

        - (11) Príncipe Kuni Asatake (n. 1940)
          - (12) Kuni Asatoshi (n. 1971)
            - (13) Filho desconhecido de Kuni Asatoshi (n. 2015)

        - (14) Príncipe Kuni Asahiro (n. 1944)

    - Príncipe Asaka Yasuhiko (1887–1981) (Asaka-no-miya)
      - Príncipe Asaka Takehiko (1912–1994)
        - (15) Príncipe Asaka Tomohiko (n. 1943)
          - (16) Asaka Akihiko (n. 1972)

    - Príncipe Higashikuni Naruhiko (1887–1990) (Higashikuni-no-miya)
      - Príncipe Higashikuni Morihiro (1916–1969)
        - Príncipe Higashikuni Nobuhiko (1945–2019)
          - (17) Higashikuni Masahiko (n. 1974)
            -               - (18) Primeiro filho desconhecido de Higashikuni Masahiko (n. 2010)
              - (19) Segundo filho desconhecido de Higashikuni Masahiko (n. 2014)

        - (20) Higashikuni Naohiko (n. 1953)
          - (21) Higashikuni Teruhiko (n. 1979)
            - (22) Filho desconhecido de Higashikuni Teruhiko (n. 2004)

          - (23) Higashikuni Mutsuhiko (n. 1980)
            - (24) Filho desconhecido de Higashikuni Mutsuhiko (n. 2012)

        - (25) Higashikuni Morihiko (n. 1967)

  - Príncipe Kitashirakawa Yoshihisa (1847–1895) (Kitashirakawa-no-miya)
    - Príncipe Takeda Tsunehisa (1882–1919) (Takeda-no-miya)
      - Príncipe Takeda Tsuneyoshi (1909–1992)
        - (26) Príncipe Takeda Tsunetada (n. 1940)
          - (27) Takeda Tsunetaka (nascido em 1974)

        - (28) Príncipe Takeda Tsuneharu (n. 1944)
          - (29) Takeda Tsuneaki (n. 1979)
          - (30) Takeda Tsunetomo (n.1980)

        - (31) Takeda Tsunekazu (n. 1947)
          - (32) jp [Tsuneyasu Takeda] (n. 1975)
          - (33) Takeda Tsuneyoshi (n. 1978)

O ramo colateral Nashimoto foi extinto em 1951, seguido pelo Yamashina em 1987, o Kan'in em 1988 e o Kitashirakawa em 2018. A linha principal Fushimi-no-miya e os ramos colaterais Kaya, Kuni, Asaka, Higashikuni e Takeda permanecem existentes, embora o atual chefe da família Fushimi-no-miya não tenha um herdeiro homem para continuar sua linhagem.

## Debate sobre sucessão imperial
Em novembro de 2005, um comitê governamental recomendou mudar a Lei de Sucessão Imperial de 1947 para garantir que o primogênito dos príncipes herdeiros, de qualquer sexo, se tornasse o herdeiro do Trono do Crisântemo. A opinião pública debatia uma reforma para possibilitar a ascensão da princesa Aiko. O então primeiro-ministro, Junichiro Koizumi, comprometeu-se a levar a reforma ao parlamento. 
Entretanto, a gravidez da princesa Kiko, esposa do príncipe Akishino, anunciada oficialmente em fevereiro de 2006, mudou os planos. Em setembro daquele ano, nasceu um menino, o príncipe Hisahito de Akishino, que é o segundo na linha de sucessão sob a atual lei. O nascimento de Hisahito foi um alívio para membros partidários tradicionalistas e, de fato, desencorajou as propostas que sugeriam a sucessão feminina. Antes de seu nascimento, 84% da população mostrava-se favorável à mudança.
Acredita-se que o debate será continuado e finalizado em um momento apropriado no futuro.